# Нурали-хан
Нурмухаммедали Багадур-хан або Нурали-хан (каз. Нұрмұхаммедалы бахадүр хан; 1710–1790) — казахський правитель, хан Молодшого жуза, призначений російською царською адміністрацією, хівинський хан у 1741—1742 роках.

## Життєпис
1740 року став ханом аральських казахів. Наступного року він убив хівинського хана Тахіра, ставленика іранського Надер Шаха, і сам зайняв хівинський ханський престол. Однак Надер Шах усунув від влади Нурали та призначив ханом Мухаммеда Абулгази, сина Ільбарс-хана III. Нурали був змушений повернутись до казахського степу.
1748 року після загибелі свого батька Абулхайра Нурали був обраний ханом Молодшого жуза. Наступного року російський уряд офіційно підтвердив його титул.
1755 року брав участь у башкирському повстанні під керівництвом Батирши, а 1771 року очолював ополчення Молодшого жуза, що переслідувало калмицьку орду, яка тікала з Надволжя до Джунгарії.
Під час Пугачовщини казахський хан Нурали вів подвійну політику. Старшини Молодшого жуза неодноразово висловлювали невдоволення своїм ханом. Нурали-хан сам кілька разів пропонував російській владі репресивними заходами послабити владу найсильніших казахських старшин. Політика Нурали, що спиралась на підтримку оренбурзької адміністрації, спричинила невдоволення простого народу та стала однією з причин визвольної боротьби казахів під керівництвом батира Сирима Датули (1783−1797).
У квітні 1786 року Нурали-хан втратив владу та втік зі степу в Оренбург. У червні того ж року російська імператриця Катерина II офіційно усунула казахського хана Нурали від влади. Останній переїхав до Уфи, де й помер 1790 року.